# Dommitzsch
Dommitzsch é um município da Alemanha, situado no distrito da Saxônia do Norte, no estado da Saxônia. Tem 30,20 km² de área, e sua população em 2019 foi estimada em 2.458 habitantes.